# Краузе, Яна
Яна Краузе (нем. Jana Krause, родилась 10 июня 1987 в Мюнхене) — немецкая гандболистка, вратарь команды «Тюрингер» и сборной Германии.

## Карьера

### Клубная
Гандболом занялась в возрасте 9 лет в составе верхнебаварского клуба «Весслинг», где играла шесть лет. Год провела в клубе «Изманинг». В 2003 году дебютировала в клубе «Лейпциг» в Бундеслиге, который вскоре был преобразован в команду «Унион Галле-Нойштадт». С 2006 по 2009 годы выступала за «Нюрнберг», выиграв с ним чемпионат Германии сезонов 2006/2007 и 2007/2008. Летом 2009 года перешла в «Букстехудер», с сезона 2013/2014 защищает цвета «Тюрингера».

### В сборной
В сборной Яна провела 39 игр, дебютировав 3 июня 2007 в матче против сборной Чехии. Числилась в заявке на чемпионат мира 2007 года, на котором сборная Германии стала бронзовым призёром, но не сыграла ни одной встречи. Участвовала как основной вратарь в чемпионате мира 2013 года, но сборная там финишировала только на 7-м месте.

## Личная жизнь
В марте 2009 года Яна окончила Ансбахский университет прикладных наук по международному менеджменту, обучаясь по специальной программе для спортсменов.

## Достижения

### Клубные
- Чемпионка Германии: 2007, 2008, 2014
- Победительница Кубка вызова ЕГФ: 2010

### В сборной
- Чемпионка мира среди школьниц: 2004
- Чемпионка Европы среди студенток: 2007
- 4-е место на чемпионате Европы: 2008
- Бронзовый призёр чемпионата мира: 2007